# Paloma Palao
Pomba Palao Ferreiro (Madrid, 24 de agosto de 1944 – Ibiza, 1 de abril de, 1986) foi uma poetisa espanhola.

## Obras
Os títulos que formam sua carreira são os seguintes:
- La Piel del Miedo, 1970.[2]
- El gato junto al agua 1971, editorial Rialp.
- Resurrección de la memoria 1978.[3]
- Contemplación del destierro 1982, editorial Ayuso.
- Retablo profano 1985, editorial Papeles de Invierno.
- Hortus conclusus 1986.
- Música o nieve 1986.
- Hiél 1997. Publicou-se postumamente.